# Sabine Winterfeldt
Sabine Winterfeldt (* 28. Oktober 1966 in West-Berlin) ist eine deutsche Schauspielerin, Drehbuchautorin, Theater- und Synchronregisseurin sowie Synchronsprecherin.

## Leben
Winterfeldt, die am 28. Oktober 1966 im West-Berliner Bezirk Wedding geboren wurde, machte mit 17 Jahren ihr Abitur. Als Au-pair ging sie von 1985 bis 1986 nach London und kehrte anschließend zurück in ihre Heimatstadt. Von 1988 bis 1990 lebte sie in New York City. Danach zog sie wieder zurück nach Berlin, wo sie bis heute lebt. Die Synchronsprecherin Giovanna Winterfeldt ist ihre Tochter.
Seit 2002 synchronisiert Sabine Winterfeldt das Pottwalmädchen Perla in der Zeichentrickserie SpongeBob Schwammkopf und ab 2012 lieh sie Rachel Zoe in The Rachel Zoe Project ihre Stimme. Außerdem führte Winterfeldt bei den Animationsserien Dragonball Z Kai und Selector Infected Wixoss die Dialogregie.
Seit 2003 führt sie Theater- und Filmprojekte in Strafanstalten (JVA Wriezen und Plötzensee sowie JVAF Pankow, Lichtenberg und Reinickendorf) durch.
2014 entwickelte sie gemeinsam mit dem Schauspieler Steffen Mennekes und ihrer Tochter Giovanna Winterfeldt, die ebenfalls als Synchronsprecherin tätig ist, ein Theaterstück für Violence Prevention Network. Darüber hinaus realisierte Winterfeldt zusammen mit Schülern der Ernst-Schering-Schule im Wedding den Kurzfilm „West Side Berlin“. In dem sechsmonatigen Filmprojekt fungierte sie als Regisseurin und Autorin des Skripts.

## Filmografie (Auswahl)
- 1996: Faust: Kinder der Straße
- 1996: Rosa Roth: Montag, 26. November
- 1997: Dr. Mad – Halbtot in weiß
- 1998: Babyraub – Kinder fremder Mächte
- 1998: Balko: Amok
- 1998: Das Miststück
- 1999: Adelheid und ihre Mörder: Inter-Pohl
- 1999: Lola + Bilidikid
- 1999: Der Fahnder: Bogdan, der Große
- 2000: Lexx – The Dark Zone (Fernsehserie, Folge 3x11 Girltown)
- 2001: Victor – Der Schutzengel: Weiße Westen
- 2003: Wilde Engel: Der Kronzeuge
- 2004: Beyond the Sea – Musik war sein Leben
- 2005: Unser Charly: Nadelstiche
- 2005: Die Wache: Um Haaresbreite
- 2006: Ein Fall für zwei: Perfekter Irrtum
- 2008: Ein starker Abgang
- 2008: Das Geheimnis im Wald
- 2008: Fünf Sterne: Umbrüche
- 2010: SOKO Wismar: Mord mit Ansage
- 2011: Dr. Ketel – Der Schatten von Neukölln
- 2013: Harry nervt
- 2013: Nacht über Berlin
- 2019: Notruf Hafenkante – Der Lehrer
- 2021: SOKO Potsdam – Alte Freunde
- 2021: Mord in der Familie – Der Zauberwürfel
- 2024: Wilsberg: Blinde Flecken
- 2025: Tatort: Die große Angst

## Synchronrollen (Auswahl)

### Filme
- 2001: Sleepless als Häschen Dora
- 2005: Shulie Cowen in Solange du da bist als Schwester Jenny
- 2011: Dating Lanzelot
- 2013: Gimme Shelter als Afra
- 2014: Kiss of the Damned als Xenia
- 2015: Elina Knihtilä in The Midwife als Heta
- 2015: Kim Jackson Wheeler in Frei wie der Wind als Marlene
- 2024: Beverly Hills Cop: Axel F als Maureen
- 2025: Plankton: Der Film als Perla Krabs

### Serien
- seit 2002: SpongeBob Schwammkopf als Perla Krabs
- seit 2002: Detektiv Conan als Eri Kisaki
- 2006: Desperate Housewives als Rebecca Shepard
- 2008: Creepie als Caroleena
- 2008: Dexter als Roni
- 2010: Project Runway als Elisa Jimenez
- 2011: Degrassi: The Next Generation als Pam MacPherson
- 2011–2013: Eddie Angsthorn als Sally Fishlips
- 2012: Robot & Monster als J.D.
- 2012: The Rachel Zoe Project als Rachel Zoe (Voice-over)
- seit 2012: Monster High als Direktorin Bloodgood
- 2013: Ikki Tousen als Hakugen Rikuson
- 2013–2019: Orange Is the New Black als  Angie Rice
- 2015: American Horror Story – Freak Show als Mary
- 2016: Ninjago als Dogshank